# João Carvalhaes
João Carvalhaes (Santa Rita do Passa Quatro, 15 de agosto de 1917 – 31 de março de 1976) foi um psicólogo brasileiro, resguardado como pioneiro da psicologia esportiva no Brasil.

## Vida e carreira

### Formação e primeiros trabalhos na psicologia
Após habilitar-se em magistério pela Escola Normal, Carvalhaes cursou bacharelado em ciências políticas na Escola Livre de Sociologia e Política de São Paulo. Foi durante a graduação que teve seu primeiro contato com as disciplinas de psicologia geral e psicologia da personalidade, que lhe despertaram interesse pela área. Em 1942, começou a trabalhar como escriturário e encarregado de grupo na empresa Light São Paulo, na qual aplicava testes psicológicos para seleção de pessoal. Em 1947, transfere-se para a Companhia Municipal de Transportes Coletivos, na qual ficou até 1970 e ocupou diversos cargos, tais como assistente técnico da divisão de psicologia e formação profissional, chefe da divisão de higiene e segurança do trabalho do departamento médico e psicotécnico supervisor nas áreas de ensino, seleção e formação profissional. Nesse período, implementou programas associando teatro, psicologia e prevenção de acidentes do trabalho. Apesar de a psicologia ainda não ser regulamentada naquela época, havia diversos cursos ministrados por entidades independentes, incluindo, entre outros, as aulas de Emilio Mira y López, as quais Carvalhaes frequentou no começo da década de 1950. O próprio João Carvalhaes publicou diversos artigos e concedeu palestras sobre psicologia do trabalho; também criou testes nessa área, sendo reconhecido pelo então Ministério da Educação e Cultura como psicometrista.

### Psicólogo esportivo e Copa do Mundo de 1958
Considera-se como o marco de início da psicologia esportiva no Brasil a contratação de Carvalhaes pela Federação Paulista de Futebol, em 1954, para trabalhar em avaliação, seleção e treinamento de árbitros de futebol. Antes disso, porém, ele já desenvolvia uma junção do trabalho de psicólogo com o de comentarista de boxe, esporte que acompanhava de perto e escreveu diversos artigos relacionando-o com a psicologia, incluindo um chamado "Resultado do Método Introspectivo", publicado no Jornal da Cidade de Taquaritinga, ainda em 1944. Entre 1954 e 1959, realizou intensos trabalhos com árbitros relacionando personalidade, nível mental, visão estereoscópica, estimativa da velocidade relativa, noção de espaço, tempo de reação, reação psicomotora (estímulo auditivo), tempo médio de reação (estímulos visuais e auditivos) e atenção. Em 1957, foi contratado para trabalhar com os atletas do São Paulo Futebol Clube (SPFC), aplicando testes; a equipe sagrou-se campeã do Campeonato Paulista de Futebol de 1957 depois de um hiato de quatro anos, e o trabalho de João foi elogiado.

"Pelé é obviamente infantil. Falta-lhe o necessário espírito de luta. É jovem demais para sentir as agressões e reagir com a força adequada. […] Não acho aconselhável seu aproveitamento".

— João Carvalhaes sugerindo que Pelé não integrasse o elenco que disputaria a Copa do Mundo de 1958.
Com as derrotas em 1950 e 1954, o psicológico dos futebolistas brasileiros foi muito debatido como fator crucial a ser aprimorado. Dessa maneira, Paulo Machado de Carvalho, o chefe da delegação brasileira para a Copa do Mundo FIFA de 1958, decidiu chamar um psicólogo para a comissão; Carvalhaes foi chamado por conta de seu trabalho vitorioso no SPFC. Sua passagem pela Confederação Brasileira de Desportos foi, contudo, controversa. Ainda no começo de sua atuação, houve um inexplicável vazamento de informações que causou muita especulação na imprensa sobre possíveis cortes de atletas propostos pelo psicólogo baseado em suas avaliações. Entre as mais críticas, estão a de Garrincha e a de Pelé; o primeiro foi considerado abaixo da média em seus testes, já o segundo foi considerado muito jovem para tamanha responsabilidade. Pelé marcou 68 de 123 pontos, o que motivou Carvalhaes a recomendar a comissão técnica que não levasse-o, por ser "obviamente infantil" e não possuir senso de responsabilidade suficiente para um jogo coletivo. A recomendação não foi seguida, e Pelé integrou o elenco que iria para a Suécia. Entretanto, ambos começaram a competição na reserva. Além disso, os testes realizados não são atualmente indicados para a seleção de atletas, o que pode ser relevado devido à falta de estudos sobre essa área na época.
Carvalhaes também atuou na preparação psicológica de pugilistas para os Jogos Pan-Americanos de 1963.

### Últimos anos, morte e reconhecimento
Retirou-se do SPFC em 1974, aposentando-se como psicólogo. Morreu em 31 de março de 1976, aos 58 anos. Após sua morte, foi escolhido patrono da cadeira 22 da Academia Paulista de Psicologia. No ano 2000, o Conselho Regional de São Paulo produziu um vídeo-documentário em sua homenagem, intitulado Pioneiro da Psicologia do Esporte: João Carvalhaes.
Amplamente aceito como pioneiro da psicologia esportiva no Brasil, seu trabalho é visto como avançado para a sua época. Ainda nos anos 1950, criou laboratórios de psicologia cujas estruturas só seriam implementadas de maneira parecida na Europa décadas mais tarde. Sobre o pioneirismo de Carvalhaes, a psicóloga Kátia Rúbia comentou: "A grande virtude de Carvalhaes foi que ele não buscou nem na Rússia, nem nos Estados Unidos, quer dizer, ele fez uma psicologia do esporte na década de 50 sobre aquilo que se fazia de psicologia no Brasil na década de 50".